# Ptychadena taenioscelis
Ptychadena taenioscelis är en groddjursart som beskrevs av Laurent 1954. Ptychadena taenioscelis ingår i släktet Ptychadena och familjen Ptychadenidae. IUCN kategoriserar arten globalt som livskraftig. Inga underarter finns listade i Catalogue of Life.